# Tomáš Šmíd
Tomáš Šmíd (Plzeň, 20 maggio 1956) è un ex tennista cecoslovacco che conobbe la maggior parte dei suoi successi come doppista, specialità nella quale raggiunse anche il primo posto del ranking ATP e in cui si aggiudicò gli U.S. Open del 1984 e gli Internazionali di Francia del 1986, in entrambi i casi in coppia con l'australiano John Fitzgerald.
Fece anche parte della squadra cecoslovacca che si aggiudicò la Coppa Davis 1980 conquistando in finale contro l'Italia il punto decisivo nel doppio insieme a Ivan Lendl.

## Carriera
Ha vinto 9 titoli in singolare e 55 in doppio durante la sua carriera per un totale di 64 tornei conquistati. Nel singolare si ferma ad un passo dalle prime dieci posizioni al mondo con l'undicesimo posto conquistato il 16 luglio 1984, nel doppio invece raggiunge la testa della classifica il 17 dicembre dello stesso anno per lasciarla solo nell'agosto successivo.
In carriera raggiunge 3 finali nei tornei del Grande Slam in doppio, due al Roland Garros con una vittoria e una agli US Open uscendone nuovamente vincitore.
In Coppa Davis ha partecipato a 67 match rappresentando la sua nazione cecoslovacca (vincendo l'oro nel 1980) e di questi incontri ne ha vinti 42 perdendo i 25 rimanenti.

## Statistiche

### Singolare

#### Vittorie (9)
| Nr. | Anno | Torneo                                                 | Superficie  | Avversario in finale | Punteggio               |
| 1.  | 1978 | Sarasota                                               | Sintetico   | Nick Saviano         | 7–6, 0–6, 7–5           |
| 2.  | 1979 | Stuttgart Open, Stoccarda                              | Terra rossa | Ulrich Pinner        | 6–4, 6–0, 6–2           |
| 3.  | 1980 | Stuttgart Indoor, Stoccarda                            | Cemento (i) | Mark Cox             | 6–1, 6–3, 5–7, 1–6, 6–4 |
| 4.  | 1980 | Bologna Indoor, Bologna                                | Sintetico   | Paolo Bertolucci     | 7–5, 6–2                |
| 5.  | 1982 | Mexico City WCT, Città del Messico                     | Sintetico   | John Sadri           | 3–6, 7–6, 4–6, 7–6, 6–2 |
| 6.  | 1982 | Cap d'Agde WCT, Cap d'Agde                             | Terra rossa | Lloyd Bourne         | 6–3, 6–4, 5–7, 6–2      |
| 7.  | 1983 | Internazionali di Tennis di Baviera, Monaco di Baviera | Terra rossa | Joakim Nyström       | 6–0, 6–3, 4–6, 2–6, 7–5 |
| 8.  | 1983 | Dutch Open, Hilversum                                  | Terra rossa | Balázs Taróczy       | 6–4, 6–4                |
| 9.  | 1985 | Geneva Open, Ginevra                                   | Terra rossa | Mats Wilander        | 6–4, 6–4                |

#### Finali perse (19)
| Nr. | Anno | Torneo                                        | Superficie  | Avversario in finale | Punteggio          |
| 1.  | 1978 | Monte Carlo Masters, Monte Carlo              | Terra rossa | Raúl Ramírez         | 6–3, 6–3, 6–4      |
| 2.  | 1978 | Madrid Tennis Grand Prix, Madrid              | Terra rossa | José Higueras        | 6–7, 6–3, 6–3, 6–4 |
| 3.  | 1979 | Dutch Open, Hilversum                         | Terra rossa | Balázs Taróczy       | 6–2, 6–2, 6–1      |
| 4.  | 1980 | Vienna Open, Vienna                           | Terra rossa | Ángel Giménez        | 1–6, Rit.          |
| 5.  | 1981 | Frankfurt Grand Prix, Francoforte             | Sintetico   | John McEnroe         | 6–2, 6–3           |
| 6.  | 1981 | Geneva Open, Ginevra                          | Terra rossa | Björn Borg           | 6–4, 6–3           |
| 7.  | 1982 | Munich WCT, Monaco di Baviera                 | Sintetico   | Ivan Lendl           | 3–6, 6–3, 6–1, 6–2 |
| 8.  | 1982 | Geneva Open, Ginevra                          | Terra rossa | Mats Wilander        | 7–5, 4–6, 6–4      |
| 9.  | 1982 | Grand Prix de Tennis de Toulouse, Tolosa      | Cemento (i) | Yannick Noah         | 6–3, 6–2           |
| 10. | 1983 | British Hard Court Championships, Bournemouth | Terra rossa | José Higueras        | 2–6, 7–6, 7–5      |
| 11. | 1983 | Allianz Suisse Open Gstaad, Gstaad            | Terra rossa | Sandy Mayer          | 6–0, 6–3, 6–2      |
| 12. | 1983 | Stockholm Open, Stoccolma                     | Cemento (i) | Mats Wilander        | 6–1, 7–5           |
| 13. | 1984 | Madrid Tennis Grand Prix, Madrid              | Sintetico   | John McEnroe         | 6–0, 6–4           |
| 14. | 1984 | ATP Lussemburgo, Lussemburgo                  | Sintetico   | Ivan Lendl           | 6–4, 6–4           |
| 15. | 1984 | Dutch Open, Hilversum                         | Terra rossa | Anders Järryd        | 6–3, 6–3, 2–6, 6–2 |
| 16. | 1984 | Hong Kong Open, Hong Kong                     | Cemento     | Andrés Gómez         | 6–3, 6–2           |
| 17. | 1985 | Grand Prix de Tennis de Toulouse, Tolosa      | Cemento (i) | Yannick Noah         | 6–4, 6–4           |
| 18. | 1987 | ATP Praga, Praga                              | Terra rossa | Marián Vajda         | 6–1, 6–3           |
| 19. | 1987 | Geneva Open, Ginevra                          | Terra rossa | Claudio Mezzadri     | 6–4, 7–5           |

## Finali nei tornei del Grande Slam

### Doppio

#### Vittorie (2)
| Anno | Torneo          | Superficie  | Partner         | Avversari in finale         | Punteggio                 |
| 1984 | US Open         | Cemento     | John Fitzgerald | Stefan Edberg Anders Järryd | 7–6, 6–3, 6–3             |
| 1986 | Open di Francia | Terra rossa | John Fitzgerald | Stefan Edberg Anders Järryd | 6–3, 4–6, 6–3, 6–7, 14–12 |

#### Finali perse (1)
| Anno | Torneo          | Superficie  | Partner      | Avversari in finale        | Punteggio               |
| 1984 | Open di Francia | Terra rossa | Pavel Složil | Henri Leconte Yannick Noah | 6–4, 2–6, 3–6, 6–3, 6–2 |